# 리처드 마이어

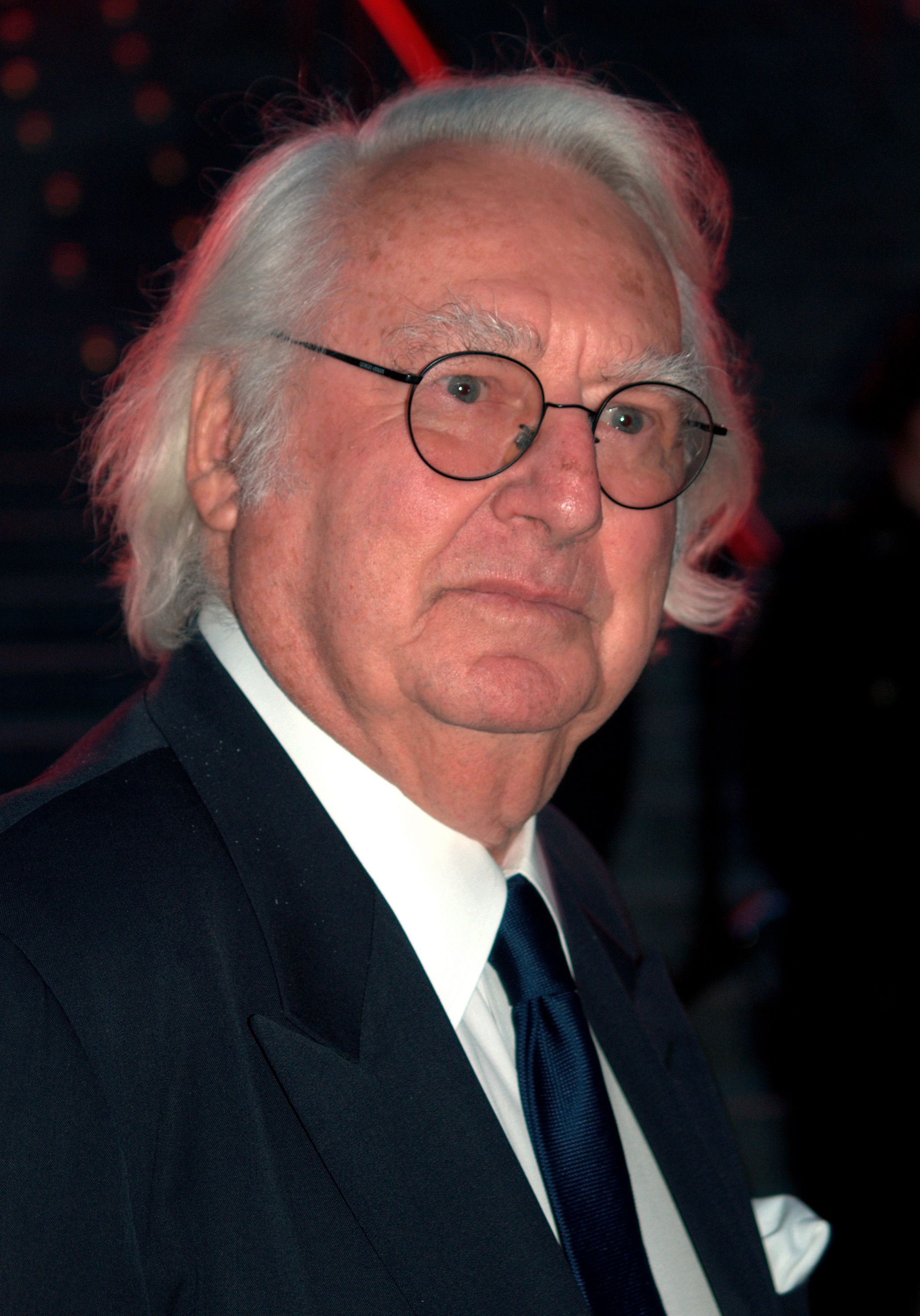
2009년 4월

리처드 마이어(Richard Meier, 1934년 10월 12일 ~ )는 미국의 추상 미술가, 건축가이다. 기하학적 디자인을 통해 흰색을 주로 사용한 것으로 잘 알려져 있다. 1984년 프리츠커상을 받았으며 바르셀로나 현대미술관, 로스앤젤레스의 게티 센터, 산호세 시청을 포함한 여러 상징적 건물들을 설계하였다.

## 생애
마이어는 유대계 미국인 가정에서 태어났으며, 뉴저지주 뉴어크의 포도주와 술 판매상이었던 제롬 마이어(Jerome Meier)과 카롤린의 3명의 아들 가운데 나이가 가장 많다. 메이플우드 근처에서 성장했으며, 그곳에서 컬럼비아 고등학교를 다녔다. 1957년 코넬 대학교에서 건축학사를 받았다.
졸업 후 마이어는 이스라엘, 그리스, 독일, 프랑스, 덴마크, 핀란드, 이탈리아 등지를 여행하며 건축가들과 인맥을 쌓았다.
마이어는 건축가, 이론가, 뉴욕 파이브의 펠로 멤버인 피터 아이젠먼의 둘째 사촌이기도 하다.
2018년 3월 13일 같이 일했던 4명의 여성을 포함한 5명의 여성에 대한 성폭력(5 Women Accuse the Architect Richard Meier of Sexual Harassment)이 폭로되어 2018년 2월 22일부터 열린 리차드 마이어 전시가 중단되었다.(Sotheby’s Closes Richard Meier Show After Harassment Charges)
이에 리차드 마이어는 사과와 함께 6개월간 회사를 떠나 있을 것을 발표했으나 2018년 4월 6일 추가적으로 그의 회사 직원이었던 4명의 여성에 대한 성폭력이 폭로되어( Women Say Richard Meier’s Conduct Was Widely Known Yet Went Unchecked) 2018년 10월 9일 회사는 그의 은퇴를 발표했다.
2021년 리차드 마이어의 은퇴와 함께 사명을 Richard Meier & Partners Architects 에서 Meier Partners 로 변경했다. (Richard Meier retires and studio rebrands as Meier Partners three years after sexual harassment allegations)

## 작품

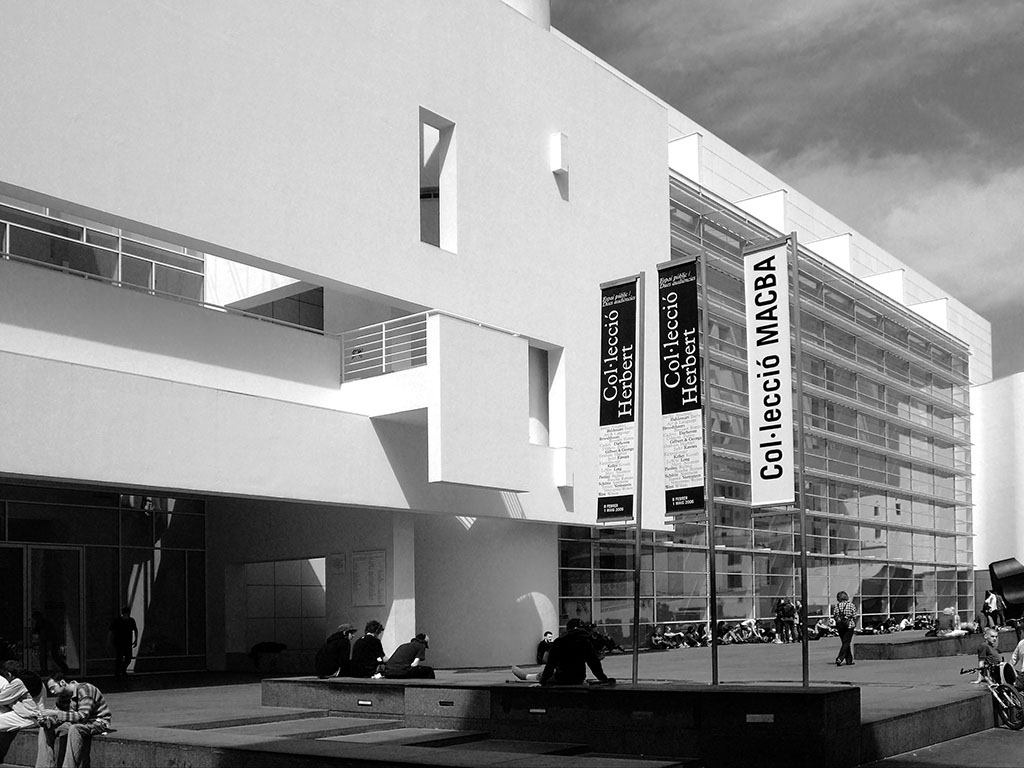
바르셀로나 현대미술관

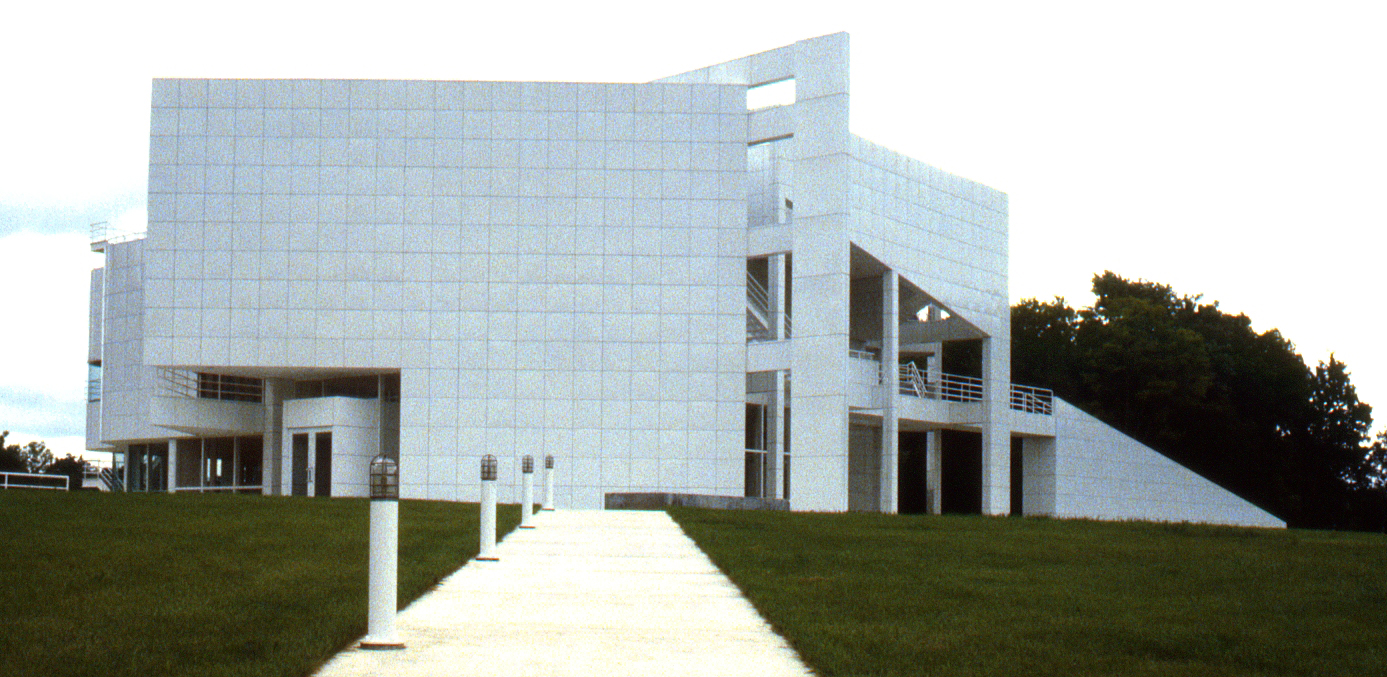
The Atheneum in New Harmony, Indiana, United States.

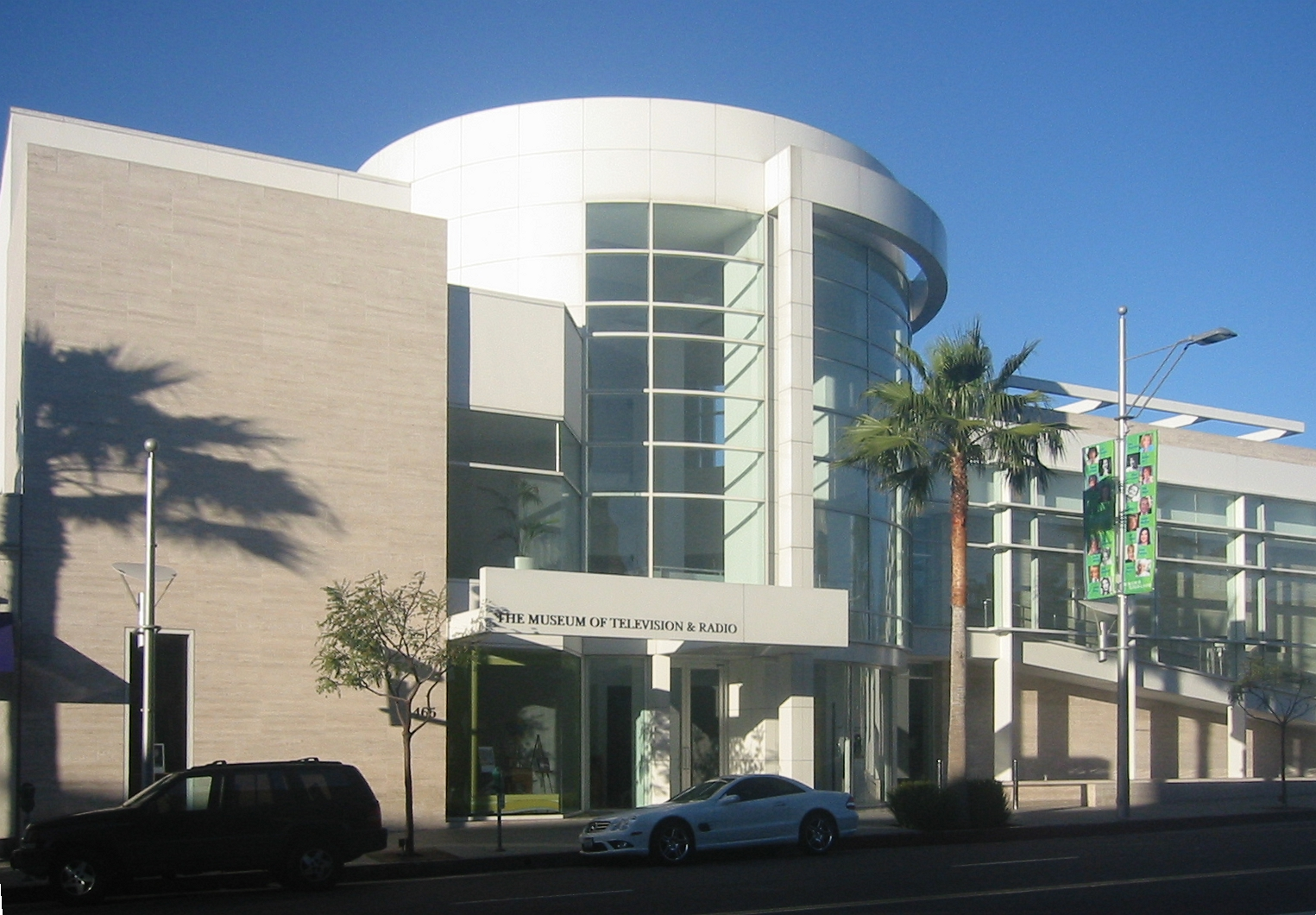
Museum of Television and Radio, Beverly Hills, California

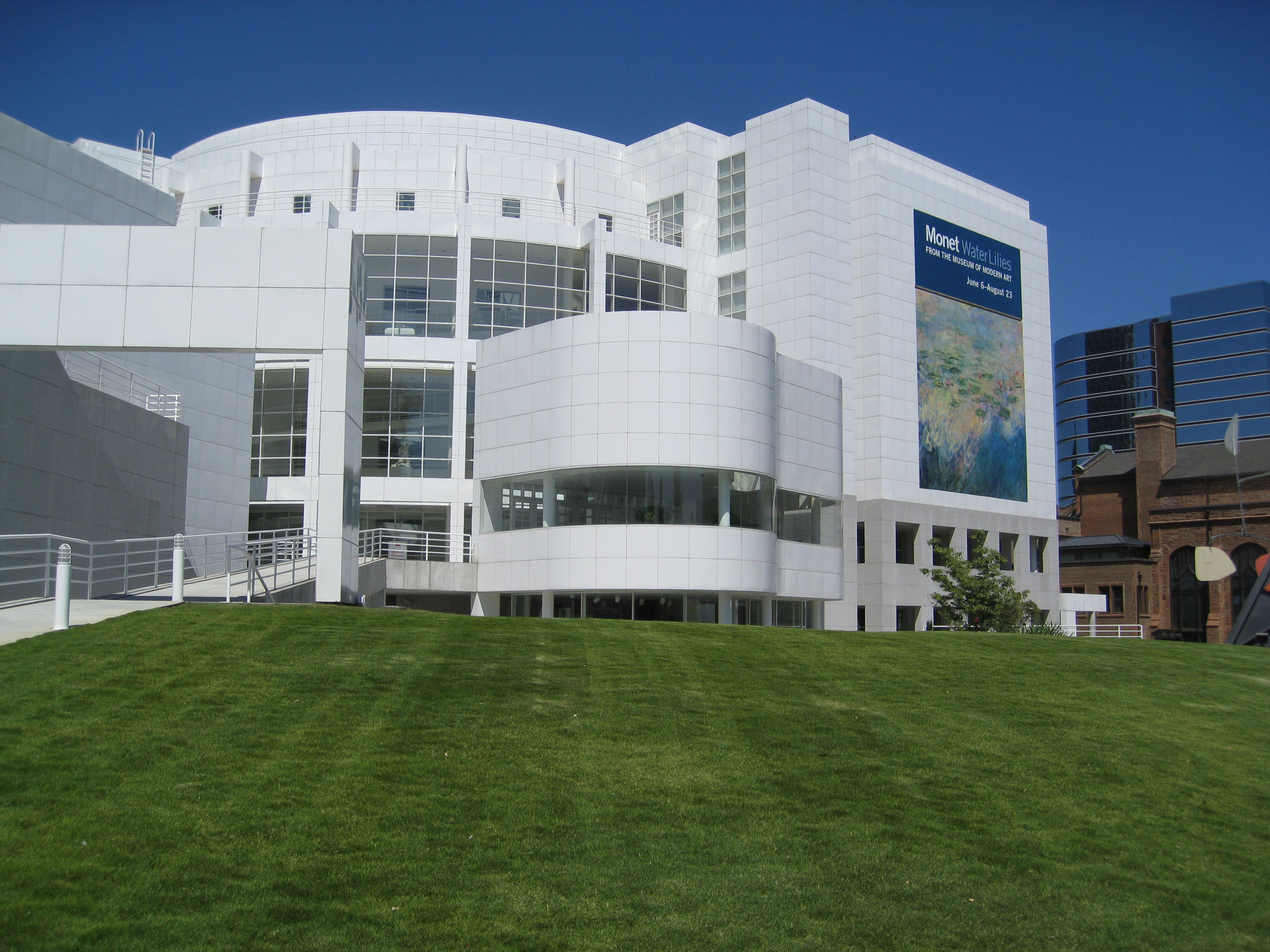
High Museum of Art in Atlanta

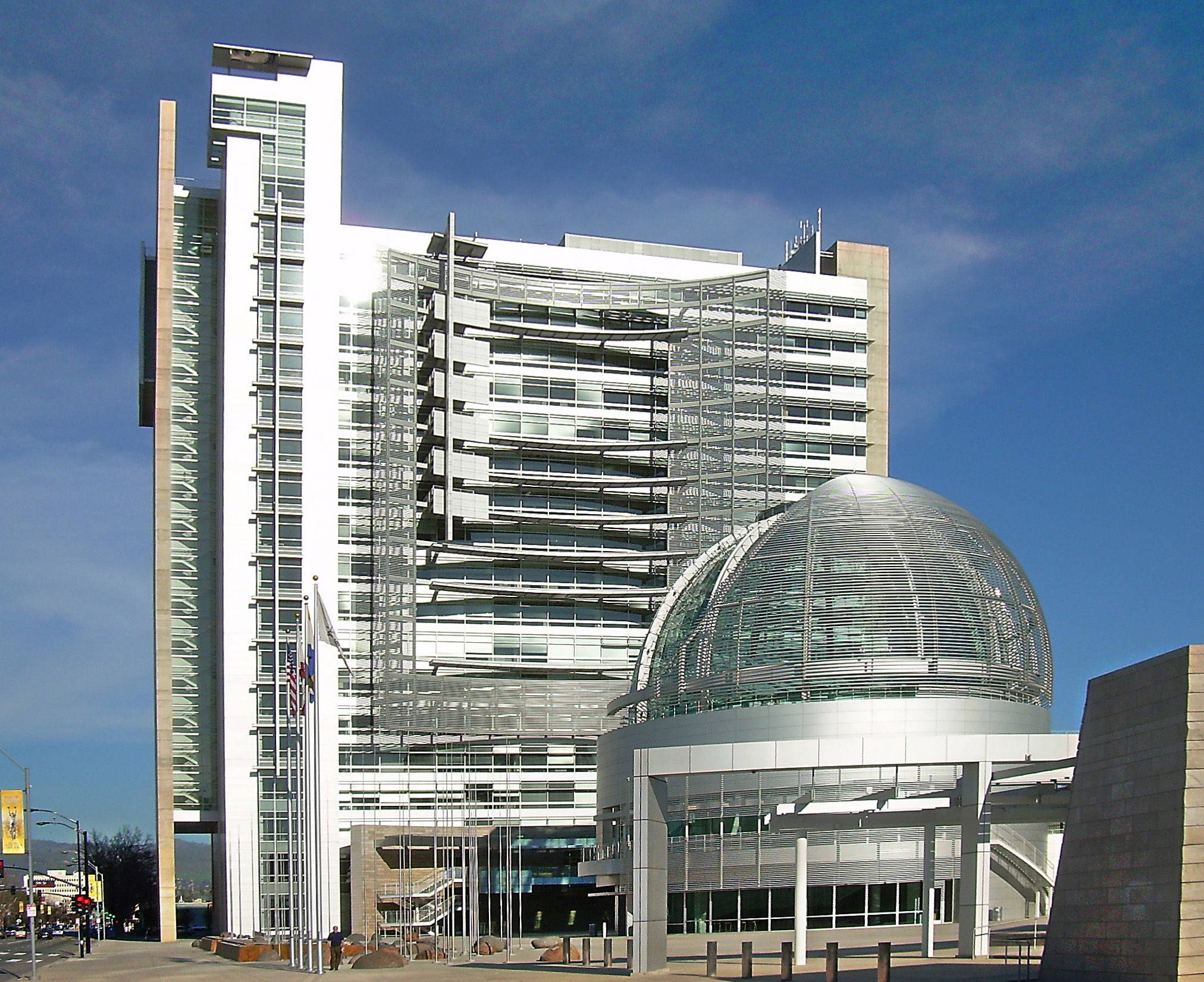
San Jose City Hall, from 4th Street

Major works by Meier include the High Museum in Atlanta, en:Meier on Rothschild, and On Prospect Park.

## 추가 문헌
- Tom Grotta (ed.): The Grotta Home by Richard Meier. A Marriage of Architecture and Craft. arnoldsche Art Publishers 2019, ISBN 978-3-89790-568-9.
- Frampton, Kenneth, Rykwert, Joseph: Richard Meier, Architect, Rizzoli, 1998
- Frampton, Kenneth: Richard Meier, Phaidon, 2012